# Charles Gray
Charles Gray (* 29. August 1928 in Bournemouth, Dorset, England; † 7. März 2000 in London, England; eigentlich Donald Marshall Gray) war ein britischer Schauspieler.

## Leben
Gray begann 1952 seine Laufbahn als Theaterschauspieler mit der Rolle von Charles, the Wrestler in William Shakespeares Wie es euch gefällt. Da es im Ensemble dieser Produktion bereits einen Schauspieler mit dem Namen Donald Gray gab, änderte er seinen Vornamen in Anlehnung an seine Rolle in Charles. Cineastische Berühmtheit erlangte er später durch zwei Filme um den britischen Geheimagenten James Bond. Das Kuriosum dabei: In Man lebt nur zweimal (1967) gab er als Dikko Henderson den Good Guy, in Diamantenfieber (1971) spielte er als Ernst Stavro Blofeld den Bösewicht. In Der Spion, der mich liebte von 1977 war er im englischen Original als Stimme der Pyramiden-Veranstaltung zu hören.
Ab 1966 lieh Gray seine Stimme dem Schauspieler Jack Hawkins für die Nachsynchronisation, nachdem diesem infolge einer Speiseröhrenkrebs-Erkrankung der Kehlkopf entfernt worden war. 1975 spielte Gray die Rolle des Erzählers in The Rocky Horror Picture Show. In dem Film Kein Koks für Sherlock Holmes (1976) übernahm er die Rolle des Mycroft Holmes, eine Figur, die er zwischen 1985 und 1994 erneut in vier Folgen der von Granada Television produzierten Fernsehserie Sherlock Holmes verkörperte.
Ava Gardner zählte lange Jahre zu seinem engsten Freundeskreis. Charles Gray starb 2000 an einer Krebserkrankung. Sein Grab befindet sich – wie auch das von Jack Hawkins – auf dem Gelände des Golders Green Crematorium in London.

## Filmografie (Auswahl)
- 1957: Die Abenteuer von Robin Hood (The Adventures of Robin Hood, Fernsehserie, Folge 3x10)
- 1958: I Accuse!
- 1959: Tommy, der Torero (Tommy the Toreador)
- 1959–1960: Die vier Gerechten (The Four Just Men, Fernsehserie, 3 Folgen)
- 1960: Der Komödiant (The Entertainer)
- 1960/1961: Geheimauftrag für John Drake (Danger Man, Fernsehserie, 2 Folgen)
- 1962: Kommissar Maigret (Maigret, Fernsehserie, Folge 3x01)
- 1962: Lawrence von Arabien (Lawrence of Arabia, Stimme)
- 1965: Agenten lassen bitten (Masquerade)
- 1967: Die Nacht der Generale (The Night of the Generals)
- 1967: James Bond 007 – Man lebt nur zweimal (You Only Live Twice)
- 1967: …und Scotland Yard schweigt (The Man Outside)
- 1968: Der Etappenheld (The Secret War of Harry Frigg)
- 1968: Die Braut des Teufels (The Devil Rides Out)
- 1969: Die Spur führt nach Soho (The File of the Golden Goose)
- 1969: Moskito-Bomber greifen an (Mosquito Squadron)
- 1970: Der Vollstrecker (The Executioner)
- 1970: Cromwell – Krieg dem König (Cromwell)
- 1971: Das Mörderschiff (When Eight Bells Toll, Stimme)
- 1971: James Bond 007 – Diamantenfieber (Diamonds Are Forever)
- 1972: Das Haus am Eaton Place (Upstairs, Downstairs, Fernsehserie, Folge 2x03)
- 1973: Theater des Grauens (Theatre of Blood, Stimme)
- 1973: The Upper Crusts (Fernsehserie, 6 Folgen)
- 1974: Mondblut (The Beast Must Die)
- 1974: Sturz der Adler (Fall of Eagles, Miniserie, Folge 1x11)
- 1974/1976: Task Force Police (Fernsehserie, 2 Folgen)
- 1975: The Rocky Horror Picture Show
- 1976: Königliche Hoheit in Japan (Seven Nights in Japan)
- 1976: Kein Koks für Sherlock Holmes (The Seven-Per-Cent Solution)
- 1977: Silber, Banken und Ganoven (Silver Bears)
- 1977: James Bond 007 – Der Spion, der mich liebte (The Spy Who Loved Me)
- 1978: Haus des Satans (The Legacy)
- 1979: Das Haus in der Garibaldistraße (The House on Garibaldi Street, Fernsehfilm)
- 1980: Mord im Spiegel (The Mirror Crack’d)
- 1981: Das süße Wort Verheißung (Ticket to Heaven)
- 1981: Shock Treatment
- 1983: Agenten sterben zweimal (The Jigsaw Man)
- 1983: Gentleman in Moskau (An Englishman Abroad, Fernsehfilm)
- 1985–1994: Sherlock Holmes (Fernsehserie, 4 Folgen)
- 1985: Jim Bergerac ermittelt (Bergerac, Fernsehserie, Folge 4x03)
- 1987: Erfüllte Träume (Dreams Lost, Dreams Found, Fernsehfilm)
- 1990: Eine Frau namens Harry
- 1990: The Paper Man (Miniserie, 2 Folgen)
- 1994: Scarlett (Miniserie, Folge 1x04)
- 1998: The Tichborne Claimant
- 2000: Longitude – Der Längengrad (Longitude, Fernsehfilm)